# Іван Ельгера
Іван Ельгера (ісп. Iván Helguera, нар. 28 березня 1975, Сантандер) — колишній іспанський футболіст, захисник, півзахисник.
Насамперед відомий виступами за клуб «Реал Мадрид», а також національну збірну Іспанії.

## Клубна кар'єра
Вихованець футбольної школи клубу «Манчего». Дорослу футбольну кар'єру розпочав 1995 року в основній команді того ж клубу, в якій провів один сезон, взявши участь у 13 матчах чемпіонату.
Згодом, з 1996 по 1999 рік, грав у складі «Альбасете», «Роми» та «Еспаньйола».
Своєю грою за останню команду привернув увагу представників тренерського штабу клубу «Реал Мадрид», до складу якого приєднався 1999 року. Відіграв за королівський клуб наступні вісім сезонів своєї ігрової кар'єри. Більшість часу, проведеного у складі «вершкових», був основним гравцем команди. За цей час тричі виборював титул чемпіона Іспанії, ставав дворазовим володарем Суперкубка Іспанії, дворазовим переможцем Ліги чемпіонів УЄФА, володарем Суперкубка УЄФА та володарем Міжконтинентального кубка.
Завершив професійну ігрову кар'єру у «Валенсії», за яку виступав протягом 2007—2008 років. За цей час додав до переліку своїх трофеїв титул володаря Кубка Іспанії.

## Виступи за збірну
1998 року дебютував в офіційних матчах у складі національної збірної Іспанії. Протягом кар'єри у національній команді, яка тривала 7 років, провів у формі головної команди країни 47 матчів, забивши 3 голи.
У складі збірної був учасником чемпіонату Європи 2000 року у Бельгії і Нідерландах, чемпіонату світу 2002 року в Японії і Південній Кореї та чемпіонату Європи 2004 року у Португалії.

## Титули і досягнення
- Чемпіон Іспанії (3):

«Реал Мадрид»: 2000-01, 2002-03, 2006-07
- Володар Суперкубка Іспанії (2):

«Реал Мадрид»: 2001, 2003
- Володар Кубка Іспанії (1):

«Валенсія»: 2007-08
- Переможець Ліги чемпіонів УЄФА (2):

«Реал Мадрид»: 1999-00, 2001-02
- Володар Суперкубка УЄФА (1):

«Реал Мадрид»: 2002
- Володар Міжконтинентального кубка (1):

«Реал Мадрид»: 2002